# كلارا شيرمان
كلارا شيرمان (بالإنجليزية: Clara Sherman) هي فنانة منسوجات ‏ أمريكية، ولدت في 18 فبراير 1914 في نيوكومب في الولايات المتحدة، وتوفيت في 31 يوليو 2010.